# Josep Pi Morral
Josep Pi Morral (Mollet del Vallès, Vallès Oriental, 1936 - 3 de juny de 2020) fou un excursionista, dirigent esportiu i modelista català.
Fou un dels primers socis de la delegació a Mollet del Club Muntanyenc Barcelonès (creada el 1943), que posteriorment esdevindria el Club Muntanyenc Mollet, del qual Pi en fou soci des del 1952. També fou el president de l'entitat en tres ocasions, del 1966 al 1973, del 1976 al 1980 i, finalment, del 2002 al 2006. Posteriorment, esdevingué el seu President Honorífic. No fou una persona de grans cims, tot i que va freqüentar els Pirineus i els Alps. Amb el seu company Pere Soler, recopilà un arxiu fotogràfic molt important basat en una recerca sobre les ermites de Catalunya.
Estigué molt vinculat amb la cultura molletana. Educat a Mollet, Pi va anar a escola a ca la Barcala i a l’Acadèmia Mollet i amb catorze anys va començar a treballar com a aprenent de modelista. L’any 1965, després d’haver estat cinc anys treballant a Suïssa, torna a Mollet on obre un taller de modelisme mecànica. Durant trenta-set anys de feina, destaca la participació en la realització del monument a Rafael de Casanova i el dedicat al Mil·lenari, a la rambla Nova de Mollet, en col·laboració amb l'artista molletà Cesc Bas. Fora de Mollet va fer treballs per a espais de Catalunya, Espanya i Europa, com les lletres de la plaça de la Catedral de Barcelona "BARCINO" dissenyades per Brossa, o una de les portes del Parc Güell. A la tardor de 1993, va esculpir una miniatura del Monument al Mil·lenari de Mollet en acer inoxidable fos i el van pujar fins al Pic de Bastiments (2881 m) a Núria per tal de soldar-lo i unir-lo al peu del piolet que el Club Muntanyenc té clavat allà.
L'any 2011 va ser guardonat amb la distinció cívica Per Mollet.